# ペーター・ファン・ペルス

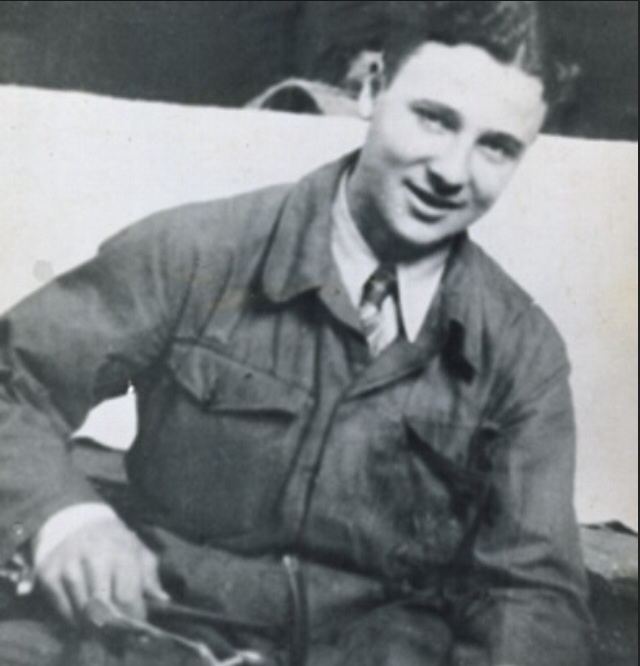
ペーター・ファン・ペルス (1942年)

ペーター・ファン・ペルス（独: Peter van Pels、1926年11月8日 ‐ 1945年5月5日）は、『アンネの日記』の著者アンネ・フランクとともにオランダのアムステルダム市のプリンセンフラハト263番地の隠れ家に暮らしていたユダヤ系ドイツ人の少年。アンネの恋人だった。アンネは日記の上ではペーター・ファン・ペルスを「アルフレート・ファン・ダーン」と記述している（アンネは日記の出版を目指していたのでその時に備えて登場人物を仮名にしていた)。ホロコースト犠牲者。

## 経歴
1926年11月8日、ユダヤ系ドイツ人のヘルマン・ファン・ペルスとアウグステ・ファン・ペルス夫妻の長男としてドイツ中部オスナブリュックに生まれた。父ヘルマンはソーセージの香辛料の家業を手掛ける実業家だった。
1933年に反ユダヤ主義政党国家社会主義ドイツ労働者党(ナチ党)が政権を獲得するとドイツで反ユダヤ主義が高まり、ナチ党のユダヤ人商店ボイコット運動によって父の家業も売却を迫られた。ファン・ペルス一家は1937年6月にオランダのアムステルダムへと亡命。父ヘルマンは、同じくドイツから亡命していたユダヤ系ドイツ人実業家オットー・フランクと協力してスパイス製造業者ペクタコン社を立ち上げた。ファン・ペルス一家ははじめビースボスストラート59番地のアパートで暮らしていたが、1939年からはフランク家の住居の近くであるザイデル・アムステルラーン34番地のアパートで暮らすようになった。
隠れ家生活に入る前のペーターについて父ヘルマンの従兄妹にあたるベルテル・ヘスは「ペーターには何度もあった。叔母のヘニーや祖父に会いに来てくれたから。飛び切り気立てのよい子で、おまけに内気、おそろしく内気だった。非常に手先が器用で、しょっちゅうヘニーのところへ行っては、何かちょっとした手仕事、大工仕事、そういったものを引き受けていた。もともと口数は多くなかった」と回顧している。ファン・ペルス一家の親戚はほとんどアメリカに亡命しており、ファン・ペルス一家も将来的にはアメリカに亡命する予定だった。1939年にはその申請書を提出しているが、第二次世界大戦がはじまったことでアメリカ大使館から「無期限延期」を通告された。
第二次世界大戦がはじまるとオランダもドイツ軍に占領され、再びファン・ペルス家に危険が迫ってきた。フランク一家と一緒にアムステルダム市の隠れ家に入ることとなった。フランク一家は1942年7月6日に、ペーターのファン・ペルス一家は1942年7月13日にそれぞれ隠れ家に入っている。隠れ家での2年にわたるフランク家との共同生活のなかでペーターは、フランク家の次女アンネ・フランクと恋仲になる。
アンネの日記にペーターのことが書かれるのは、1942年8月14日付けの記述が最初である。しかしこのときアンネはペーターについて「グズではにかみ屋で不器用」「面白い遊び相手にはなりそうにありません」などと書いており、第一印象はかなり悪かったようだ。またそれ以降もしばしば「彼を相手にする人はいません」などと冷たい書き方をしている。しかし1944年に入ったころからアンネはペーターと一緒に過ごすことが多くなり、日記も彼に関する記述が増えていく。彼を表す表現も「人一倍内気」などと優しくなり、さらに2月半ば頃からはペーターを本格的に異性として意識する記述が増えていく。2月27日付けの記述では「朝早くから夜遅くまで、ペーターのことを考えるばかりで他のことは手に付きません。寝るときは彼の面影をまぶたに描きながら眠り、彼のことを夢に見、目を覚ました時にも彼が私を見つめているのを感じます」「私の良識なるものがいつまでこの強いあこがれを抑えておけるものか自分でもわかりません」と書かれている。そして1944年4月16日付けの記述ではペーターからアンネに初めてキスがあった事が書かれている。さらに二人が性的なことに関心を持っていると思われるような記述も散見されるようになる。アンネとペーターの関係は二人の両親初め他の隠れ家メンバーにも公然となっていたようだ。
しかし1944年8月4日、アンネとペーターの関係は唐突に終わりを告げた。カール・ヨーゼフ・ジルバーバウアー親衛隊曹長率いるSDユダヤ人課の警官隊がアンネたちの隠れ家に踏み込んだためであった。ペーターとアンネは、家族もろとも親衛隊（SS）に拘束された。ヴェステルボルク通過収容所を経て、9月5月から6日の夜に隠れ家の全員がアウシュヴィッツ＝ビルケナウ強制収容所へ送られた。到着後、ペーターの父ヘルマンがガス室送りとなった。
一方ペーターは、アウシュヴィッツに収容され続けていたが、ソ連軍がアウシュヴィッツに迫る1945年1月16日にオーストリア・マウトハウゼン強制収容所へ「死の行進」と呼ばれる徒歩の移動をさせられるグループの一つに入れられた。この長旅には何とか生き抜いたが、結局到着先のマウトハウゼン強制収容所で死亡した。赤十字社報告によるとペーターが死んだのは1945年5月5日だったという。最近の研究では米軍による解放は同年5月5日であり、医療スタッフのリストにより5月10日に死亡しているという研究もある。なお恋人のアンネは、1945年3月頃に不衛生なベルゲン・ベルゼン強制収容所においてチフスにより先立っていた。

## 『アンネの日記』中のペーターの細かい記述
- 「ムッシー」という猫を隠れ家に連れてきて飼っていたという。
- 隠れ家でフランス語を勉強していたという。また英語がよくできた。
- クロスワードパズルを趣味としていたという。
- 煙草に関する両親の対立においては、母親の肩を持っていたようである。
- アンネの日記の1942年10月14日付けの追伸の記述によるとペーターの体重は61キログラムである。